# Filippo Walter Ratti
Filippo Walter Ratti (né le 13 juin 1914 à Rome et mort vers 1981) est un réalisateur italien, qui s'est parfois présenté sous les pseudonymes Peter Rush, ou Stanley Lewis.

## Biographie
Il commence son travail dans le monde du cinéma en 1938 comme assistant réalisateur de Gennaro Righelli, avec lequel il fait sept films en deux ans. Juste après la fin de la Seconde Guerre mondiale, il présente son premier film propre : Bonheur perdu (it), auquel fait suite en 1947 Eleonora Duse, un film peu diffusé sur la vie de l'actrice homonyme. Après quelques travaux de routine, où il est ordinairement lui-même son propre scénariste, il réalise en 1961 son premier tournage sur les événements de l'Attentat de Via Rasella et ses conséquences : La Furie des S.S.. Il continue dans des œuvres semblables, tandis qu'il réalise sous le pseudonyme de Peter Rush des films que l'on classe aujourd'hui en série Z, comme le film d'horreur Les Nuits sexuelles, ou encore, à partir de 1976, trois films érotiques.
La date de sa mort en 1981 n'est pas certifiée.

## Filmographie

### Réalisateur
- 1946 : Bonheur perdu (it) (Felicità perduta)
- 1947 : Eleonora Duse
- 1952 : Le Retour du Masque noir (it) (Maschera nera)
- 1953 : Il n'est jamais trop tard (Non è mai troppo tardi)
- 1954 : Amore e smarrimento
- 1960 : Hold-up à l'aube (Rapina al quartiere ovest)
- 1961 : Les starlettes dévoilent leurs secrets (it) (Maurizio, Peppino e le indossatrici)
- 1961 : Minima Bikini (Vacanze alla baia d'argento)
- 1962 : Nerone '71 (it)
- 1962 : La Furie des S.S. (Dieci italiani per un tedesco)
- 1963 : Gli italiani e le vacanze (documentaire)
- 1965 : A.D.3 opération : Requin blanc (it) (A.D3 operazione squalo bianco)
- 1966 : Vacances sur la neige (Vacanze sulla neve)
- 1971 : Les Nuits sexuelles (La notte dei dannati)
- 1971 : Erika
- 1972 : I predatori si muovono all'alba
- 1973 : Mondo erotico (it) (documentaire)
- 1976 : I vizi morbosi di una governante (it)

### Assistant-réalisateur
- 1938 : Fuochi d'artificio de Gennaro Righelli

## Source de la traduction
- (de) Cet article est partiellement ou en totalité issu de l’article de Wikipédia en allemand intitulé « Filippo Walter Ratti » (voir la liste des auteurs).